# Villar del Pedroso (kommunhuvudort)
Villar del Pedroso är en kommunhuvudort i Spanien.   Den ligger i provinsen Provincia de Cáceres och regionen Extremadura, i den centrala delen av landet, 150 km sydväst om huvudstaden Madrid. Villar del Pedroso ligger 495 meter över havet och antalet invånare är 747.
Terrängen runt Villar del Pedroso är platt åt nordost, men åt sydväst är den kuperad. Terrängen runt Villar del Pedroso sluttar norrut.Runt Villar del Pedroso är det glesbefolkat, med 11 invånare per kvadratkilometer. Närmaste större samhälle är El Puente del Arzobispo, 10,8 km norr om Villar del Pedroso. Trakten runt Villar del Pedroso består i huvudsak av gräsmarker.